# ジャック・グッド (テレビプロデューサー)
ジャック・グッド（Jack Good、1931年8月7日 - ）は、イギリスのテレビプロデューサー、音楽家である。プロデューサーとして手がけた音楽番組には「Six-Five Special」、「Oh Boy! (TVシリーズ)」、「Wham」、「Boy Meets Girls (TVシリーズ)」、「Around the Beatles（ビートルズ出演の音楽番組）」などがある。